# کلیم سامگین
کلیم سامگین (به روسی: Жизнь Клима Самгина) واپسین رمانِ ماکسیم گورکی است.

## به فارسی
محمّد قاضی ترجمه‌ای فارسی از این رمان دارد.